# Akimi Barada
Akimi Barada (Chiba, 30 mei 1991) is een Japans voetballer.

## Clubcarrière
Barada tekende in 2009 bij Kashiwa Reysol.